# Aleksander Markiewicz
Aleksander Markiewicz (ur. 14 maja 1918 w Petersburgu, zm. 1 kwietnia 2012 w New Canaan, Connecticut USA) – polski i amerykański architekt i projektant.

## Życiorys
Uczęszczał do szkoły jezuitów w Wilnie, po jej ukończeniu rozpoczął studia w Oficerskiej Szkole Inżynierii na kierunku inżynierii wojskowej. Po wybuchu II wojny światowej brał udział w kampanii wrześniowej, a następnie walczył w szeregach Armii Krajowej. Od 1945 studiował na Wydziale Architektury Politechniki Warszawskiej, dyplom otrzymał w 1949. Pracę architekta rozpoczął w pracowni Romualda Gutta, w zespole projektowym opracowującym Marszałkowską Dzielnicę Mieszkaniową i gmach Głównego Urzędu Statystycznego. Duża część projektów Aleksandra Markiewicza dotyczyła odbudowy zniszczonych budynków, razem z Zygmuntem Lewańskim zaprojektował zabudowę osiedla Grójecka (1956-1959). W 1960 należał do grupy projektowej, która wygrała międzynarodowy konkurs na projekt i nadzór architektoniczny nad budową biurowca w Bagdadzie. Po zakończeniu prac nie powrócił do Polski, w 1963 osiadł na stałe w USA. Dokonał nostryfikacji uprawnień do pracy architekta i związał swoją pracę zawodową z firmą Shermann Associates w Bloomfield Hills w Michigan, gdzie pracował, jako projektant. 
Odznaczony Złotym Krzyżem Zasługi.